# Iris Club de Croix
Iris Club de Croix is een Franse voetbalclub uit Croix in het Franse Noorderdepartement.

## Geschiedenis
De club werd in 1952 opgericht door de fusie van Amicale de Croix en Celtic de Croix. Iris Club de Croix speelde nooit hoger dan de Championnat National 2. Ze promoveerden in 2014 uit de Championnat National 3, waar ze tot 2020 speelden. 
Ondanks de bescheiden grootte van de club wisten ze zich al twee keer te plaatsen voor de achtste finales van de Coupe de France.